# Notaspidium acutum
Notaspidium acutum är en stekelart som beskrevs av Halstead 1991. Notaspidium acutum ingår i släktet Notaspidium och familjen bredlårsteklar.
Artens utbredningsområde är Ecuador. Inga underarter finns listade i Catalogue of Life.